# Pteris dentata
Pteris dentata är en kantbräkenväxtart. Pteris dentata ingår i släktet Pteris och familjen Pteridaceae.

## Underarter
Arten delas in i följande underarter:
- P. d. dentata
- P. d. flabellata
- P. d. oligodictya